# برت رینولدز

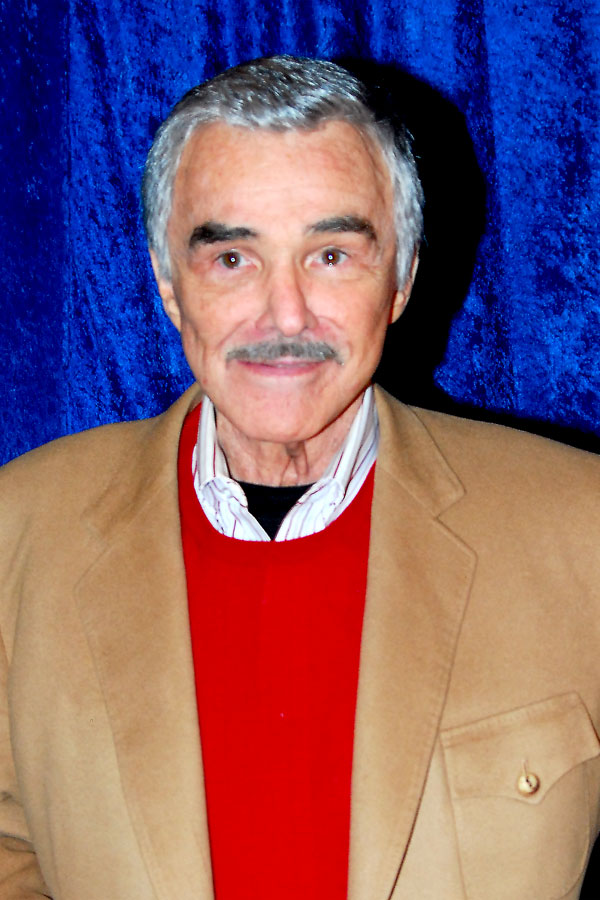
برت رینولدز در آوریل ۲۰۱۴

برت رینولدز (انگلیسی: Burton Leon Reynolds؛ زاده ۱۱ فوریهٔ ۱۹۳۶ - درگذشته ۶ سپتامبر ۲۰۱۸) هنرپیشه اهل ایالات متحده آمریکا بود. وی از سال ۱۹۵۸ تا ۲۰۱۸ مشغول فعالیت بود.

## بخشی از جوایز
- کاندیدای بفتای بهترین بازیگر مکمل مرد برای فیلم شب‌های عیاشی در سال ۱۹۹۷

## گزیده فیلمشناسی
از فیلم‌هایی که وی در آن نقش داشته‌است می‌توان به آثار زیر اشاره کرد.
| سال  | عنوان                                   | نقش                       | توضیحات    |
| ---- | --------------------------------------- | ------------------------- | ---------- |
| ۱۹۶۹ | صد اسلحه                                | Yaqui Joe Herrera         |            |
| ۱۹۷۲ | پلیس                                    | Detective Steve Carella   |            |
| ۱۹۷۲ | بازماندگان                              | Lewis Medlock             |            |
| ۱۹۷۲ | آنچه همیشه می‌خواستید دربارهٔ سکس بدانید* | Sperm Switchboard Chief   | Cameo      |
| ۱۹۷۳ | رعد و برق سفید                          |                           |            |
| ۱۹۷۴ | طولانی‌ترین فاصله (فیلم ۱۹۷۴)            | Paul "Wrecking" Crewe     |            |
| ۱۹۷۵ | بانوی خوش‌شانس                           | Walker Ellis              |            |
| ۱۹۷۶ | فیلم صامت (فیلم)                        | خودش                      |            |
| ۱۹۷۶ | نیکلودئون                               | Buck Greenway             |            |
| ۱۹۷۹ | شروع دوباره                             | Phil Potter               |            |
| ۱۹۸۲ | بهترین فاحشه‌خانه کوچک در تگزاس (فیلم)   | Sheriff Ed Earl Dodd      |            |
| ۱۹۸۲ | بهترین دوستان                           | Richard Babson            |            |
| ۱۹۸۳ | مردی که زن‌ها را دوست داشت               | David Fowler              |            |
| ۱۹۸۴ | گرمای شهر                               | Mike Murphy               |            |
| ۱۹۸۶ | گرما                                    | Nick Escalante            |            |
| ۱۹۸۹ | همه سگ‌ها به بهشت می‌روند                 | Charlie B. Barkin         | صداپیشه    |
| ۱۹۹۲ | بازیگر                                  | خودش                      | Cameo      |
| ۱۹۹۶ | رقص برهنه                               | Congressman David Dilbeck |            |
| ۱۹۹۶ | زمان سگ دیوانه                          |                           |            |
| ۱۹۹۶ | شهروند روث                              |                           |            |
| ۱۹۹۷ | بین                                     | General Newton            |            |
| ۱۹۹۷ | شب‌های عیاشی                             | Jack Horner               |            |
| ۱۹۹۹ | معما، آلاسکا                            | Judge Walter Burns        |            |
| ۲۰۰۱ | مصمم                                    | Carl Henry                |            |
| ۲۰۰۱ | هتل                                     | Flamenco Manager          |            |
| ۲۰۰۱ | نشان هالیوود                            | Kage Mulligan             |            |
| ۲۰۰۳ | کتابداران                               | Irish                     | Uncredited |
| ۲۰۰۴ | بدون پارو                               | Del Knox                  |            |
| ۲۰۰۵ | طولانی‌ترین فاصله                        | Coach Nate Scarborough    |            |
| ۲۰۰۶ | کلاود ۹                                 | Billy Cole                |            |
| ۲۰۰۶ | فراموشش کن                              |                           |            |
| ۲۰۰۶ | کباب‌شده                                 | Goldbluth                 |            |
| ۲۰۰۶ | پل‌های شکسته                             |                           |            |
| ۲۰۰۷ | به نام پادشاه: داستان محاصره سیاه‌چاله   | King Konreid              |            |
| ۲۰۰۸ | دلگو                                    |                           |            |
| ۲۰۱۶ | لیست جیبی                               |                           |            |